# ميخائيل رضا
ميخائيل رضا (30 ديسمبر 1972 بملبورن في أستراليا - ) هو لاعب كرة قدم لبنان وأسترالي في مركز الوسط. شارك مع منتخب لبنان لكرة القدم. أما مع النوادي، فقد لعب مع سيدني تايغرز ونادي أديلايد سيتي لكرة القدم ونادي طرابلس ونادي هومنتمن بيروت ووولونغونغ وFalcons 2000 SC ‏ وMelbourne Knights FC ‏ ونادي باراماتا ‏ وروكديل إليندين ‏.

## وصلات خارجية
- ميخائيل رضا على موقع قاعدة بيانات كرة القدم.إي يو (الإنجليزية)
- ميخائيل رضا على موقع ناشيونال فوتبول تيمز (الإنجليزية)